# Sepullia callosa
Sepullia callosa is een halfvleugelig insect uit de familie Aphrophoridae. De wetenschappelijke naam van deze soort is voor het eerst geldig gepubliceerd in 1935 door Lallemand.